# Xã Callahan, Quận Renville, Bắc Dakota
Xã Callahan (tiếng Anh: Callahan Township) là một xã thuộc quận Renville, tiểu bang Bắc Dakota, Hoa Kỳ. Năm 2010, dân số của xã này là 28 người.